# James Pitcairn-Knowles
James Pitcairn-Knowles (Rotterdam, 28 septembre 1863 - Hungen, 2 janvier 1954) est un artiste peintre, graveur et sculpteur britannique. Il a vécu en Allemagne à partir des années 1900.

## Biographie

### Enfance et formation
James Pitcairn-Knowles est le fils d'un négociant né en Écosse, William Knowles, installé pour ses affaires dans le port de Rotterdam. En 1862, il y épouse, après la mort de sa première épouse, Doris Kluge, chanteuse d'opéra, dont les parents sont commerçants à Berlin. James, écossais par son père, allemand par sa mère, conservera toute sa vie la nationalité britannique. En 1873, âgé de 52 ans, William, fort de son succès dans les affaires (textiles, céréales), décident de se retirer dans une ville d'eau allemande, Wiesbaden, avec sa famille. William Knowles possède une importante collection de peintures de maîtres anciens. Il a deux autres frères plus jeunes, William, qui reprend le négoce paternel, et Andrew Pitcairn-Knowles (1871-1956), photographe et photoreporter.
Le jeune James est d'abord éduqué dans une école privée à Wiesbaden, puis envoyé à Manchester ; son père veut qu'il intègre l'entreprise familiale et soit formé au management et au négoce. Mais en 1882, James réussit à convaincre son père qu'il préfère plutôt étudier les arts, et il revient donc à Wiesbaden.
En 1883, James entre à l'académie des beaux-arts de Munich où il suit les cours de Karl von Piloty et Fritz von Uhde. Il intègre ensuite l'école des beaux-arts de Weimar, et suit l'enseignement de Leopold von Kalckreuth.

### Paris
En 1887, James Pitcairn-Knowles arrive à Paris et s'inscrit à l'Académie Julian. C'est dans l'atelier de Jean-Paul Laurens qu'il parvient à compléter son éducation artistique, trouvant en ce peintre le « bon professeur [...], dont la manière est à mi-chemin entre la peinture d'histoire classique et le romantisme, lequel refleurit aujourd'hui, empruntant au souffle du mysticisme médiéval ». Pitcairn-Knowles est également marqué par les travaux d'Albert Besnard, Edward Burne-Jones, Walter Crane, Dante Gabriel Rossetti et Whistler,.
Dans le Paris cosmopolite de cette époque, James Pitcairn-Knowles rencontre de nombreux artistes de toutes origines. Par exemple, le peintre hongrois Mihály Munkácsy et le marchand d'art Charles Sedelmeyer, qui était en contact avec son propre père. Au cours d'une soirée, il devient l'ami intime du peintre hongrois József Rippl-Rónai, lequel exécutera plusieurs portraits de James ; les deux hommes vont partager logis et atelier à Neuilly durant les années 1890. En 1888, tous deux entrent en contact avec les nabis, ils font partie des membres non-français de ce mouvement, comme Mogens Ballin, Félix Vallotton et Jan Verkade. Les premières gravures sur bois produites à cette époque par Pitcairn-Knowles témoignent de l'influence que ce mouvement exerce sur son art. En 1890, il présente Aristide Maillol à Rippl-Rónai. Avec ce dernier, il compose des illustrations que viennent accompagner deux textes de Georges Rodenbach, Les Tombeaux et Les Vierges, édités par Samuel Bing, qui ouvre la galerie de l'Art nouveau en 1895 et où ils exposent. Il participe aussi aux éditions graphiques d'Ambroise Vollard, avec un grand bois en couleurs, Le Bain (1896).

### Au Château de Freudenberg

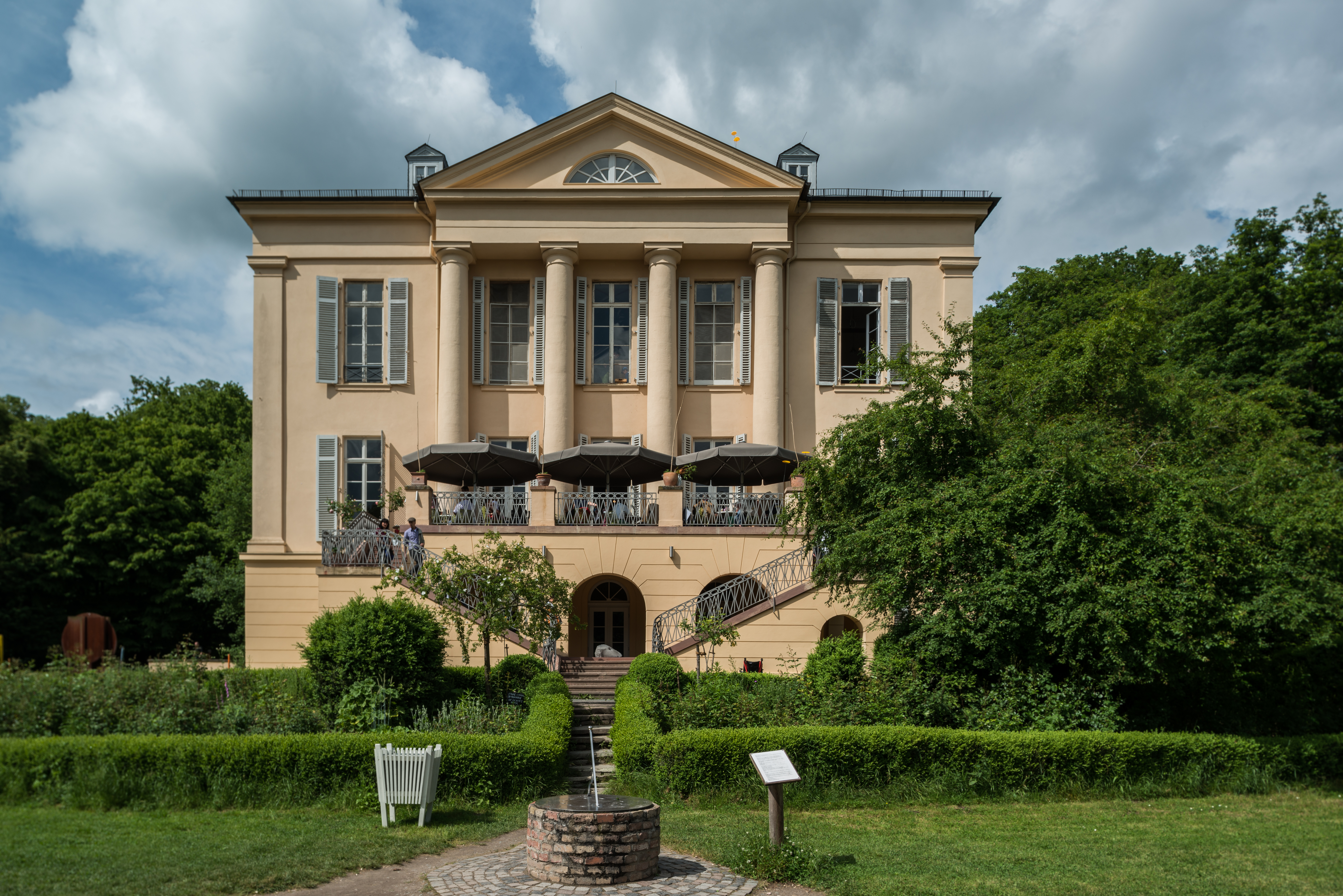
Façade principale du château de Freudenberg.

À Paris, Pitcairn-Knowles rencontre Marie-Eugénie-Victoria Guérinet (1870-1959), fille naturelle de Napoléon III,[réf. nécessaire] et qui se fait prénommer Yvonne. James, Yvonne, Rippl-Rónai et son amie Lazarine Baudrion (qu'il épousera plus tard) sont inséparables. Yvonne sort d'un mariage malheureux et veut entrer dans les ordres ; James pense également à devenir moine. Pour échapper à la dépression et à une forme de crise mystique, le couple, marié, décide de s'installer à Wiesbaden, où ils arrivent une première fois en 1891. James tombe ensuite malade du typhus, ne peint pratiquement pas durant trois ans. Entretemps, Rippl-Rónai reçoit des commandes de la cour de Budapest, via le comte Tivadar Andrássy (1857-1905), pour décorer son château de Tiszadob. Durant les années 1897-1898, Pitcairn-Knowles participe activement aux travaux de décorations aux côtés de Rippl-Rónai.
En 1902-1903, Yvonne et Pitcairn-Knowles achètent un terrain au sommet d'une colline près de Wiesbaden et y font construire le château de Freudenberg, inauguré en 1905, élevé sur les plans de Paul Schultze-Naumburg. En 1909, le couple divorce et le château est vendu.
Pitcairn-Knowles expose par la suite régulièrement en Allemagne. Au moment de l'entrée en guerre, en août 1914, il est emprisonné comme citoyen britannique durant toute la durée du conflit.

### Entre-deux-guerres
En 1919, Pitcairn-Knowles épouse la princesse Louise zu Solms-Braunfels (1885–1964). Le couple passe les vingt années suivantes à Solms, dans une villa. Le peintre reçoit de nombreuses commandes de portraits d'aristocrates et de notables qui lui rapportent entre 6 et 10 000 reichsmarks par tableau. Le régime nazi une fois au pouvoir, le peintre n'est pas inquiété, son art se situant à la lisière de l'expressionnisme. En septembre 1939, avec l'entrée en guerre, Pitcairn-Knowles fait une demande de naturalisation allemande, laquelle est refusée. Il se trouve que sa mère est allemande mais de confession juive.

### Au château de Hungen

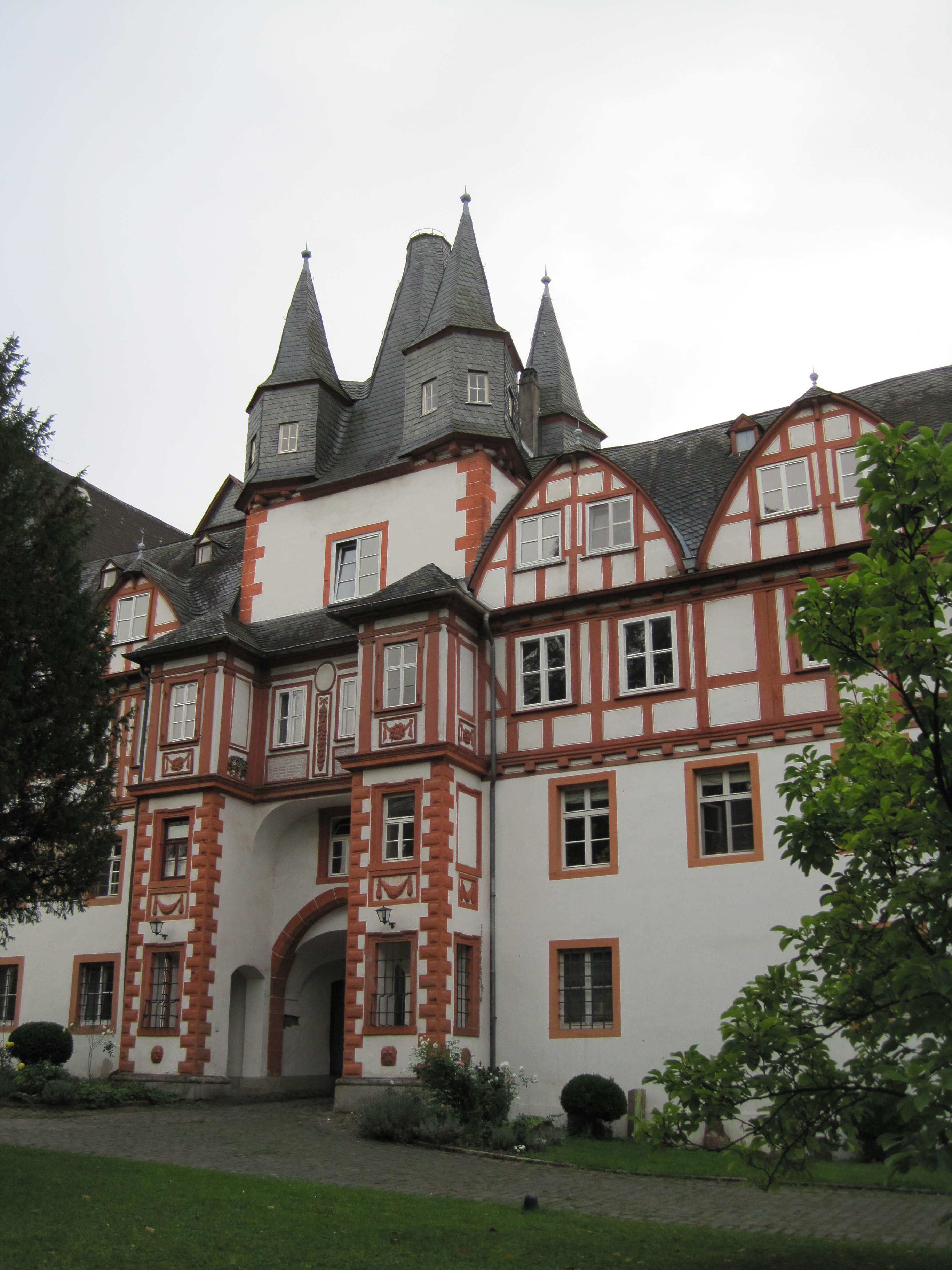
Entrée du château de Hungen.

Le couple emménage au château de Hungen. Sous les ordres d'Alfred Rosenberg, le domaine est saisi par les nazis qui y entrepose de nombreuses œuvres d'art en grande partie spoliées, laissant au couple l'usage d'une aile du château. En janvier 1945, les troupes de la 3e division armée américaine prennent le château. Pitcairn-Knowles, âgé de 82 ans, les accueille en brandissant un drapeau blanc et un drapeau britannique, le lieu est déserté ; il n'y eut donc aucun tir échangé. Par la suite, le couple continue de vivre au château, qui héberge de nombreux réfugiés. Lorsqu'il y meurt le 2 janvier 1954, près de 80 réfugiés vivaient dans le château.